# Ginnastica ai Giochi della IV Olimpiade
Le competizioni di ginnastica alla IV Olimpiade furono rappresentate da due eventi che si sono svolti al White City Stadium di Londra tra il 14 e il 16 luglio 1908.

## Il programma

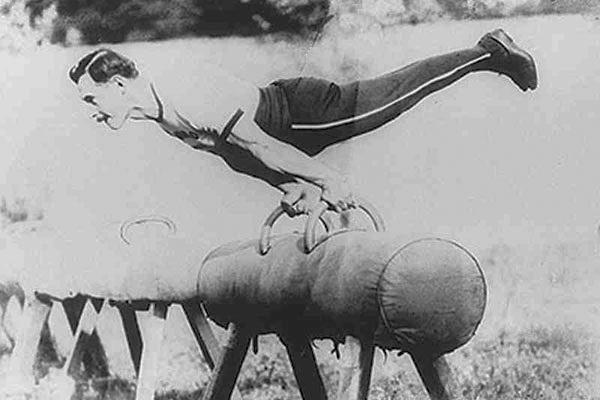
L'italiano Alberto Braglia (medaglia d'oro) al cavallo con maniglie

Nella ginnastica vi furono solo due competizioni, la gara individuale e la gara a squadre.
Nella gara individuale gli oltre 100 partecipanti dovevano eseguire un esercizio di due minuti su sei dei sette attrezzi presenti che erano sbarra, parallele simmetriche, anelli fissi e mobili, fune di salita, cavallo con maniglie. Nella sbarra vi era una distinzione fra esercizio statico ed esercizio dinamico. La medaglia d'oro fu vinta dall'italiano Alberto Braglia, che prima di dedicarsi alla ginnastica era stato un calciatore professionista.
La competizione a squadre prevedeva un esercizio collettivo di 30 minuti con e senza attrezzi. Le squadre, composte da minimo 16 e massimo 40 ginnasti, venivano giudicate in base all'esecuzione e al grado di difficoltà dell'esercizio presentato. Vinse la squadra svedese davanti a Norvegia e Finlandia.

## Partecipanti
Un totale di 327 ginnasti provenienti da 14 nazioni parteciparono alla IV Olimpiade:
- Belgio (2)
- Boemia (2)
- Canada (2)
- Danimarca (24)
- Finlandia (31)
- Francia (60)
- Germania (11)
- Gran Bretagna (65)
- Ungheria (6)
- Italia (32)
- Paesi Bassi (23)
- Norvegia (30)
- Svezia (38)
- Turchia (1)

## Eventi
| Evento                          | Oro | Perform. | Argento | Perform. | Bronzo | Perform. |
| Concorso individuale (dettagli) | Alberto Braglia | 317.00   | Walter Tysall | 312.00   | Louis Ségura | 297.00   |
| Concorso a squadre (dettagli)   | Svezia Gösta Åsbrink Carl Bertilsson Hjalmar Cedercrona Andreas Cervin Rudolf Degermark Carl Folcker Sven Forssman Erik Granfelt Carl Hårleman Nils Hellsten Gunnar Höjer Oswald Holmberg Carl Holmberg Arvid Holmberg Hugo Jahnke Johan Jarlén Gustaf Johnsson Rolf Johnsson Sven Landberg Olle Lanner Axel Ljung Osvald Moberg Tor Norberg Erik Norberg Carl Martin Norberg Axel Norling Daniel Norling Gustaf Olson Leonard Peterson Sven Rosén Gustaf Rosenquist Axel Sjöblom Haakon Sörvik Birger Sörvik Karl-Johan Svensson Karl-Gustaf Vingqvist Nils von Kantzow Nils Widforss | 438      | Norvegia Arthur Amundsen Carl Albert Andersen Otto Authén Herman Bohne Trygve Bøyesen Oskar Bye Conrad Carlsrud Sverre Grøner Harald Halvorsen Harald Hansen Peter Hol Eugen Ingebretsen Ole Iversen Per Jespersen Sigurd Johannessen Nicolai Kiær Carl Klæth Thor Larsen Rolf Lefdahl Hans Lem Anders Moen Frithjof Olsen Paul Pedersen Carl Alfred Pedersen Sigvard Sivertsen John Skrataas Harald Smedvik Andreas Strand Olaf Syvertsen Thomas Thorstensen | 425      | Finlandia Eino Forsström Otto Granström Johan Kemp Iivari Kyykoski Heikki Lehmusto John Lindroth Yrjö Linko Edvard Linna Matti Markkanen Kalle Mikkolainen Veli Nieminen Kalle Kustaa Paasia Arvi Pohjanpää Aarne Pohjonen Eino Railio Ale Riipinen Arno Saarinen Einar Sahlstein Aarne Salovaara Torsten Sandelin Elis Sipilä Viktor Smeds Kaarlo Soinio Kurt Stenberg Väinö Tiiri Magnus Wegelius | 405      |

## Medagliere
| Posizione | Paese         |   |   |   | Totale |
| --------- | ------------- | - | - | - | ------ |
| 1         | Italia        | 1 | 0 | 0 | 1      |
| 1         | Svezia        | 1 | 0 | 0 | 1      |
| 3         | Gran Bretagna | 0 | 1 | 0 | 1      |
| 3         | Norvegia      | 0 | 1 | 0 | 1      |
| 5         | Finlandia     | 0 | 0 | 1 | 1      |
| 5         | Francia       | 0 | 0 | 1 | 1      |
| Totale    | Totale        | 2 | 2 | 2 | 6      |

## Fonti
- Theodore Andrea Cook, The Fourth Olympiad, Being the Official Report, London, British Olympic Association, 1908.
- Herman De Wael, Gymnastics 1908, su Herman's Full Olympians, 2001. URL consultato il 2 maggio (archiviato dall'url originale il 23 febbraio 2005).